# International Federation of Purchasing and Supply Management
Die International Federation of Purchasing and Supply Management (IFPSM), 1974 gegründet, ist eine Vereinigung von 48 nationalen und regionalen Einkaufsverbänden, innerhalb der sich ca. 250.000 Einkäufer organisiert haben. Der IFPSM ist eine nichtpolitische, unabhängige und gemeinnützige internationale Organisation.
Unter dem Begriff „Procurement“ (Beschaffung) werden dabei die Begriffe Einkauf, Materialwirtschaft, Logistik, Supply Chain Management und strategisches Sourcing verstanden. Im Bereich der nachhaltigen Beschaffung (sustainable procurement) arbeitet die Internationale Organisation für Normung (ISO) mit der IFPSM. Die IFPSM wird als internationaler Verband anerkannt, der die Entwicklung und den Austausch der Praxis des Einkaufs- und Beschaffungsmanagements durch das Netzwerk von Mitgliedsorganisationen erleichtert.

## Aktivitäten
Die IFPSM will ihre Ziele durch folgende Aktivitäten erreichen:
- Entwicklung des Berufs
- Globale Bildung und Training
- Entwicklung der Mitgliedschaft
- Öffentlichkeitsarbeit (PR) und Publikationen
- Zertifizierungsprogramme
- Forschungszentren
- Weltgipfel (World Summits) und regionale Konferenzen
- Verbandsauszeichnungen

## Awards
Jedes Jahr verleiht die IFPSM vier Auszeichnungen:
- HANS OVELGÖNNE Award
- LEWIS E. SPANGLER Award
- GARNER THÉMOIN Award
- THE PRESIDENT’S Award

## Nationale und regionale Mitglieder
Die 48 nationalen und regionalen Einkaufsverbände befinden sich in 
- Afrika (Kenia, Malawi, Nigeria, Uganda)
- Amerika (Argentinien, Brasilien, Kanada, Mexiko, Trinidad und Tobago)
- Asien-Pazifik (China, Hongkong, Indien, Indonesien, Japan, Malaysia, Philippinen, Singapur, Sri Lanka, Taiwan, Thailand)
- Europa (Österreich, Belgien, Kroatien, Dänemark, Estland, Finnland, Deutschland, Griechenland, Ungarn, Irland, Israel, Italien, Niederlande, Norwegen, Polen, Portugal, Russische Föderation, Serbien, Slowenien, Spanien, Schweden, Schweiz, Türkei, Vereinigtes Königreich)